# Marco Corner

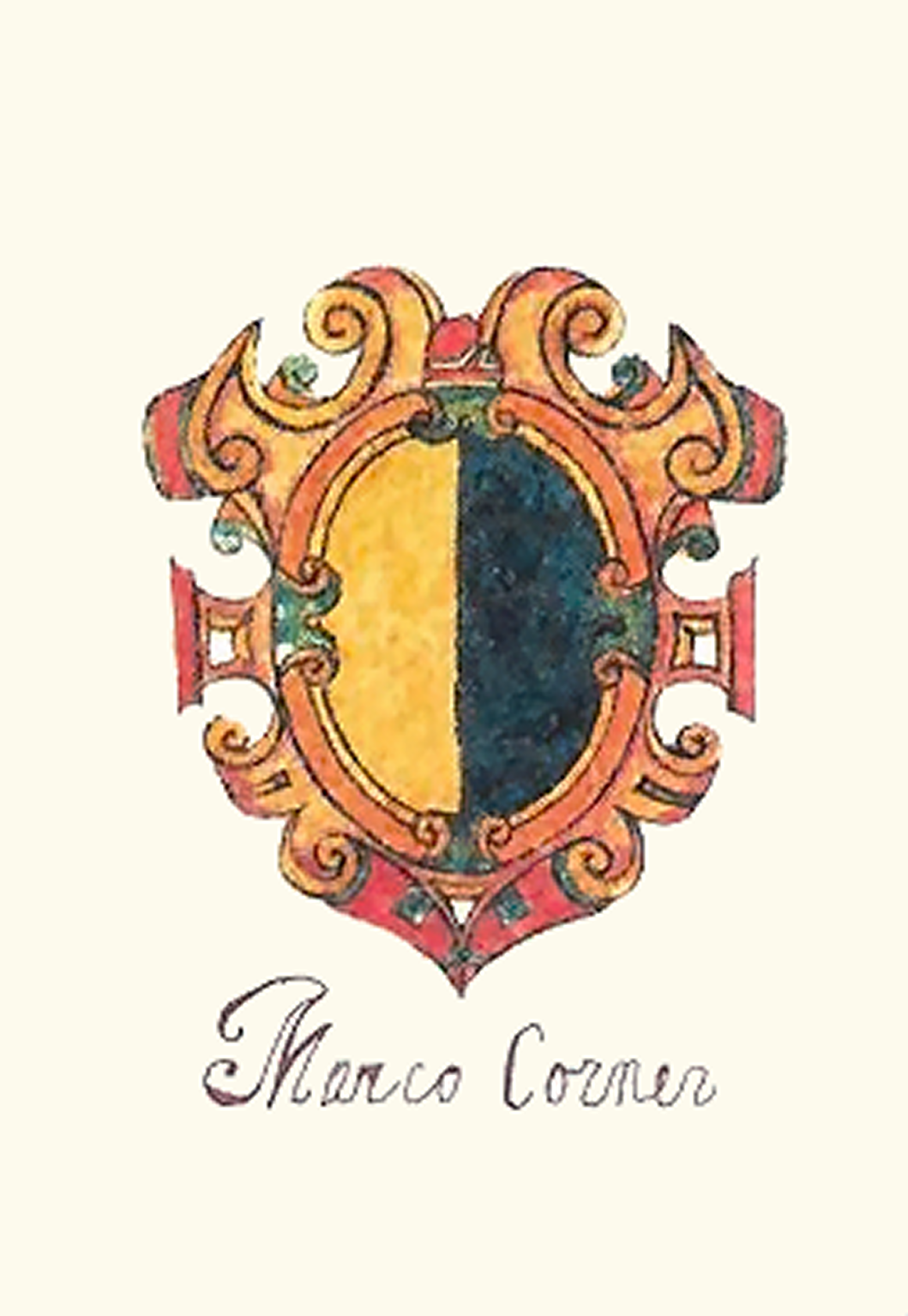
Wapenschild van doge Marco Corner

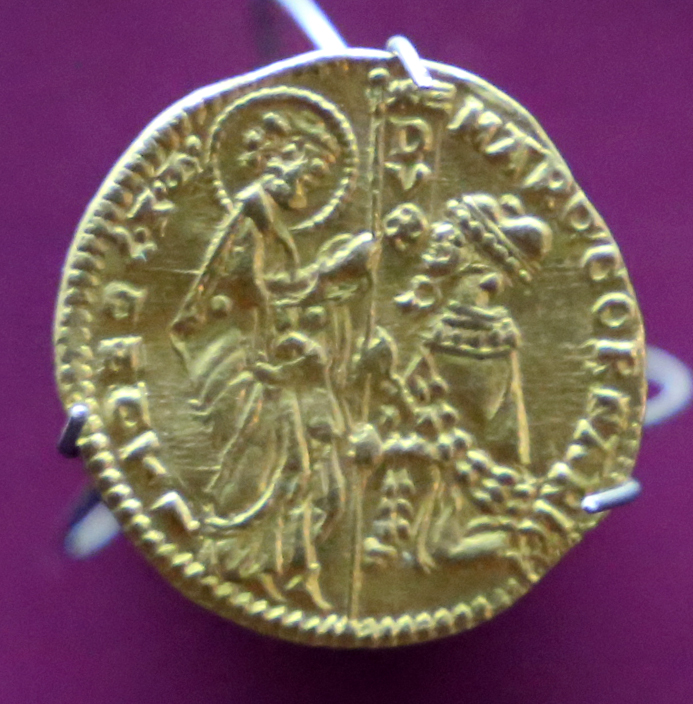
Gouden zecchino (dukaat) van Marco Corner: Jezus zegent de doge

Marco Corner of Marco Cornaro (Venetië 1285 - Venetië 13 januari 1368) was de 59e doge van de republiek Venetië. Hij heerste als 80-jarige over Venetië van 1365 tot zijn dood in 1368.

## Familie
Marco Corner stamde uit een adellijke familie van Venetië, die meerdere doges, prelaten en handelaars kende in de loop van de eeuwen. De familie Corner beroemde zich erop af te stammen van de Romeinse adellijke familie Cornelii in de Romeinse oudheid. Marco Corner was tweemaal gehuwd: de eerste maal met de adellijke Giovanna Scrovegni uit Padua (dochter van Enrico Scrovegni), de tweede maal met een niet-adellijke vrouw, Catherina uit Dalmatia.

## Diplomaat en militair
Hij behaalde een diploma rechten aan de universiteit van Padua, waar hij zijn eerste vrouw leerde kennen. Hij was een van de weinigen in Venetië die een privé-bibliotheek bezat. In militaire dienst was hij achtereenvolgens:
- militair gouverneur in Padua (1337-1338) en in Zadar (1344-1345); mogelijks was hij bestuurder van nog andere steden onder Venetiaanse heerschappij
- hertog van Kreta[4] (1347-1348)
- admiraal van de vloot tijdens een van de vele oorlogen tussen de maritieme republieken Venetië en Genua (1352)

Van zijn diplomatieke missies als ambassadeur van Venetië is bekend:
- Hij kon koning Lodewijk I de Grote van Hongarije kalmeren in diens annexatieplannen voor Dalmatië. Voor Venetië was Dalmatië strategisch belangrijk in de bescherming van haar vloot. Hij schakelde keizer Karel IV van het Rooms-Duitse rijk in, die een vredesonderhandeling steunde zowel met Hongarije als met Genua (1354).
- Van 1360 tot 1361 was Marco Corner, samen met andere Venetiaanse diplomaten, in gevangenschap van een Oostenrijks regiment in het kader van afbetaling van oorlogsschade. Hij regelde de vrijlating van de gehele delegatie.
- Hij was vele jaren ambassadeur aan het pauselijk hof van Avignon, zowel bij paus Clemens VI als Urbanus V[5].

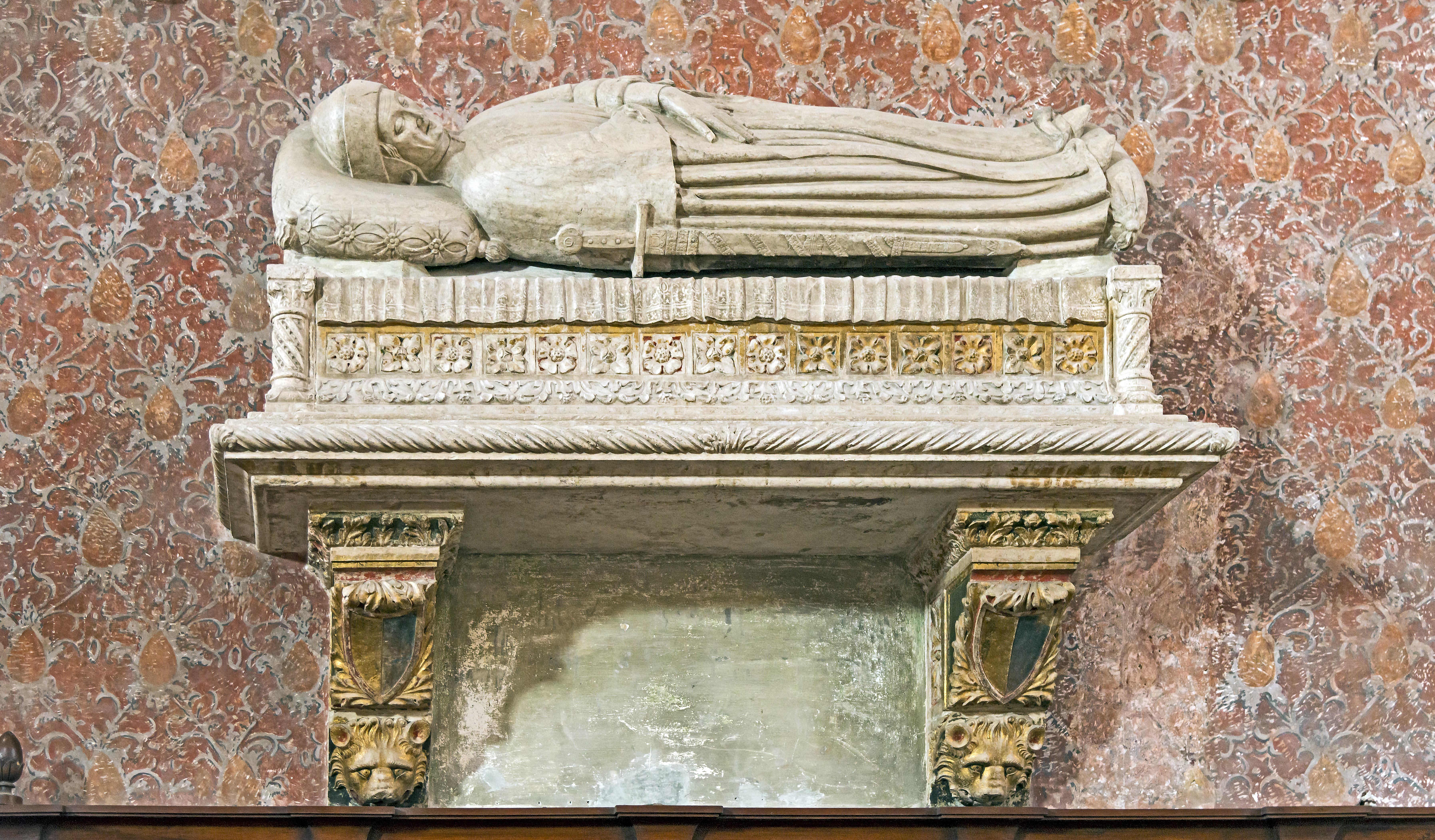
Graftombe van doge Marco Corner

## Staatshoofd
In 1365 werd Marco Corner, als tachtigjarige, verkozen tot doge van Venetië. De verkiezing verliep niet vlot. Hij had immers tegenkanting om verschillende redenen: zijn hoge leeftijd; zijn niet-adellijke echtgenote; zijn vriendschap met vijanden van de republiek Venetië. Hij bestuurde de republiek gedurende drie tumultueuze jaren, waarin hij een opstand op Kreta liet neerslaan. Hij overtuigde paus Urbanus V de ban op te heffen op handelsrelaties met het niet-christelijke Egypte. Venetië verloor de eilanden Chios, Phocea en Lesbos aan de republiek Genua.
Hij stierf in 1368 en kreeg een praalgraf in de kerk van San Zanipolo in Venetië.